# Obereopsis mjobergi
Obereopsis mjobergi là một loài bọ cánh cứng trong họ Cerambycidae.